# Gentiana sclerophylla
Gentiana sclerophylla är en gentianaväxtart som beskrevs av Van Royen. Gentiana sclerophylla ingår i släktet gentianor, och familjen gentianaväxter. Inga underarter finns listade i Catalogue of Life.